# Suzanne Julie Kamto
 (septembre 2023).
Suzanne Julie Kamto est une personnalité publique camerounaise et épouse de l'homme politique Maurice Kamto.

## Biographie

### Enfance, éducation et débuts
Suzanne Julie Kamto, née Fantchom Wega, obtient le concours d’entrée à l’École Nationale d’Administration et celui de l’Institut des Relations Internationales du Cameroun. Elle choisit l’IRIC,.

### Carrière
Après ses études à l'IRIC de Yaoundé, et son parcours professionnel comme haut fonctionnaire attachée au Ministère des Relations Extérieures, elle termine sa carrière comme inspecteur général avec rang de secrétaire générale avant de partir à la retraite.
Elle accompagne son mari lors de sa campagne pour l'élection présidentielle de 2018 au Cameroun,,. Elle vit aux côtés de son mari Maurice Kamto, la mise en résidence surveillée, lors des troubles après l'élection présidentielle camerounaise de 2018.